# Christoph Gottlieb Groskurd
Christoph Gottlieb Groskurd (* 15. Mai 1770 in Hullersen; † 8. Juli 1834 in Stralsund) war ein deutscher Lehrer und Altphilologe.
Der Sohn des in Hullersen tätigen Priesters besuchte von 1780 bis 1790 das unter der Leitung seines älteren Bruders Christian Heinrich Groskurd stehende Gymnasium Stralsund, das im ehemaligen Dominikanerkloster St. Katharinen untergebracht war.
Ab 1790 studierte er in Göttingen bei den Professoren Gottlieb Jakob Planck, Johann Friedrich Schleusner und Johann Gottfried Eichhorn protestantische Theologie sowie bei den Professoren Christian Gottlob Heyne, Arnold Heeren, Johann Georg Heinrich Feder, Christoph Meiners, Anton August Heinrich Lichtenstein und Splitter Philologie.
Von 1793 bis 1797 war er Kollaborator am Pädagogium in Ilfeld. Von 1797 bis 1823 unterrichtete er die Tertia am Stralsunder Gymnasium. Er trat 1823 wegen einer schweren Erkrankung in den Ruhestand und widmete sich darauf den Studien der Werke des Strabon.

## Veröffentlichungen
- Strabons Erdbeschreibung in 17 Büchern, nach berichtigtem griechischen Texte, unter Begleitung kritischer und erklärender Anmerkungen verdeutscht, 4 Teile, 1831 bis 1834. Bd. 1, Bd. 2, Bd. 3 Bd. 4